# Parlatoriini
Parlatoriini es una tribu de insectos hemípteros en la familia Diaspididae.

## Géneros
Géneros según BioLib
- Annonogena
- Gymnaspis
- Parlatoria
- Parlatoreopsis